# بروتين الأرز
بروتين الأرز
بروتين الأرز هو بروتين نباتي يمكن استخدامه كبديل لبروتين مصل اللبن وبروتين الصويا. يمكن معالجة الأرز الكامل بالإنزيمات بطريقة تفصل السكريات عن البروتينات. يستخدم مسحوق البروتين الناتج بإضافته إلى عصائر سموذي أو المخلوط الذي يتناوله الرياضيون.
طعم مسحوق بروتين الأرز أكثر تميزاً من أنواع مساحيق البروتين الأخرى. مثل مصل الهيدروليتزات، لا ينكّه هذا البروتين بفعالية بمعظم المنكهات، لكن طعمه بشكل عام يعتبر أقل كراهة من طعم مصل الهيدروليست المر. كما يفضل مستهلكو البروتين النباتي نكهة بروتين الأرز الفريدة مفضلة أكثر من النكهات الاصطناعية.
عادةً ما يخلط بروتين الأرز بمسحوق بروتين البازيلاء. وبروتين الأرز غني بالأحماض الأمينية وسيستئين وميثيونين، لكن محتواه من اللايسين منخفض. في حين أن بروتين البازيلاء منخفض في قيمة سيستئين والميثيونين لكنه مرتفع في اللايسين. لذا فإن خلط بروتين الأرز ببروتين البازيلاء يعطي مخلوطاً غني جداً بالأحماض الأمينية مقارنةً ببروتينات الألبان أو البيض. لكن ينبغي على المستهلك التحقق من عدد تسبب البروتين بالحساسية أو مشاكل معوية.